# Thyrgrim
Thyrgrim war eine deutsche Extreme-Metal-Band aus Moers in Nordrhein-Westfalen.

## Geschichte
Thyrgrim wurde, damals noch unter dem Namen Kältetot, vorerst als Soloprojekt 2004 von Kain ins Leben gerufen. Die Gruppe formierte sich 2005, im gleichen Jahr erschien das Debütalbum Kältetot über das Label Schwarzfront, welches zugleich die Demoaufnahmen des gleichnamigen Vorgängerprojektes beinhaltet. 2014 spielten Thyrgrim unter anderem auf dem norwegischen Inferno Metal Festival. Am 20. Mai 2019 erklärte Kain die Auflösung der Gruppe unter der Begründung, keine neuen Innovationen mehr bei der Arbeit an neuen Liedern für die Gruppe erreichen zu können, sich selbst aber nicht wiederholen zu wollen und das bestehende Werk damit zu entwerten.

## Stil
Bei der Musik handelt es sich um Extreme Metal, welcher stark von der Spielart des modernen Black Metals beeinflusst ist. Nach Texten, welche germanisch-heidnische und naturmystische Einflüsse trugen, wurden auf den neueren Veröffentlichungen vor allem misanthropische und nihilistische Themen besungen. Neben deutschen, gibt es auch norwegisch-sprachige Lieder.

## Veröffentlichungen

### Studioalben
- 2005: Kältetot (CDR; Schwarzfront)
- 2006: Winterhall (CD; Northfire Records)
- 2008: Niedergang (CDR; Eigenvertrieb)
- 2011: Monument (CD; Nocturnal Empire)
- 2014: Erwachen (CD; Talheim Records)
- 2015: Dekaden (CD; Talheim Records)
- 2017: Vermächtnis (CD/CD+MC; Trollzorn Records)

### Konzertalben
- 2006: Live in Duisburg 2006 (CD; Eigenvertrieb)

### Kompilationen
- 2016: Tysk svart metall! (MC; Red River Family)

### Beiträge auf Kompilationen
- 2005: Ancient Dreams Sampler - Vol. 1 (Lied: Aus Alten Tagen)
- 2015: Legacy 05/15 (Lied: Die Seuche Mensch)

## Musikvideos
- 2015: Die Erlösung